# Gálata Ludovisi

El Gálata Ludovisi, una copia romana en mármol de una obra. Período helenístico, Palazzo Altemps.

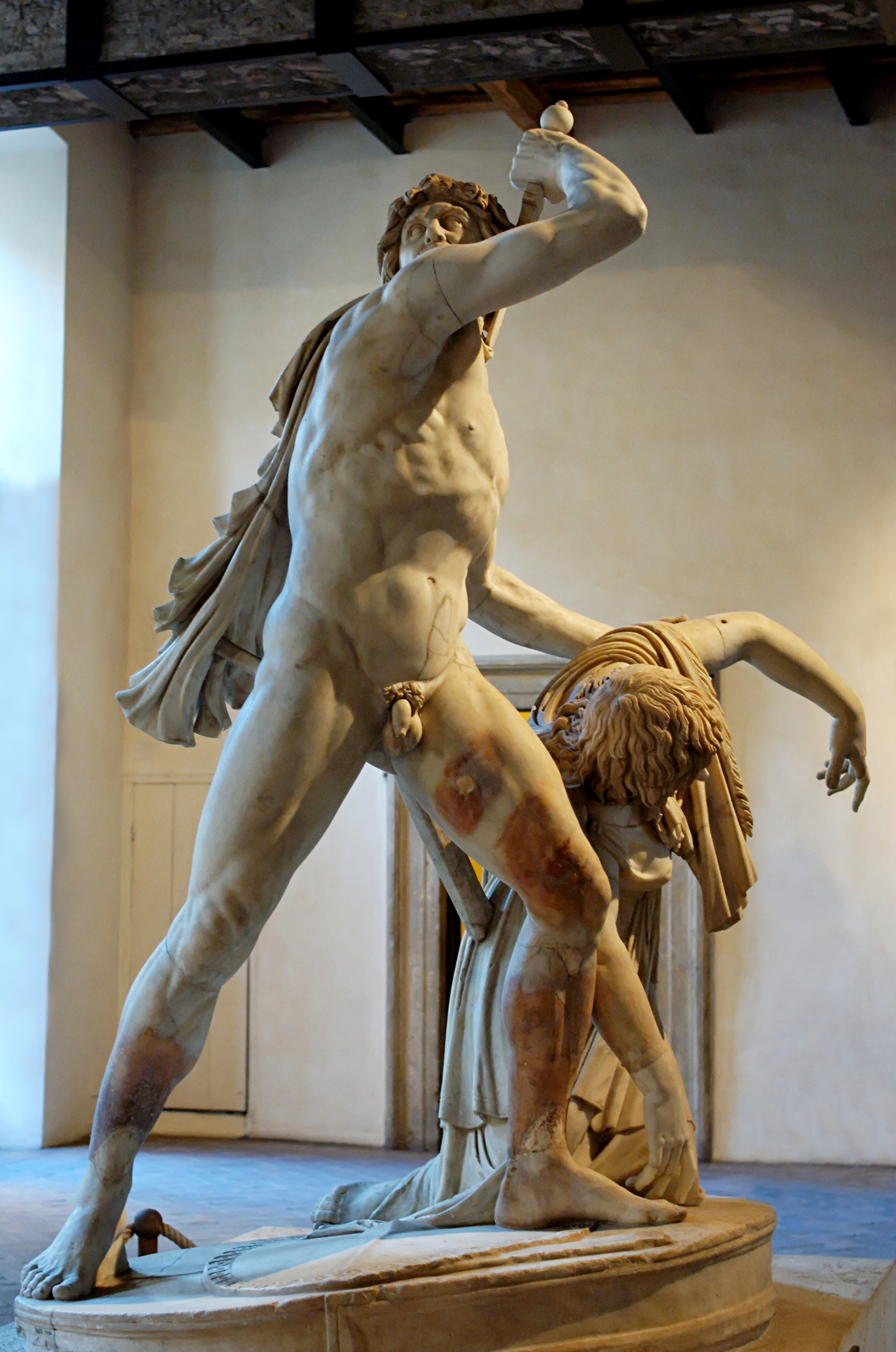
Otro punto de vista. Período helenístico.

El Gálata Ludovisi, de 211 cm y expuesto en el Museo Nacional Romano del Palacio Altemps, se ubica estilísticamente dentro de la Escuela de Pérgamo, escuela helenística que se inclinó por los temas patéticos y de sentimientos violentos. Su origen se encuentra en la decisión del rey Átalo I de conmemorar la relevante victoria sobre los celtas (también llamados gálatas) en 233 a. C. con un conjunto formado por seis esculturas. En el centro figuraba el Gálata Ludovisi, el cual acababa de matar a su mujer; mientras sujetaba el cadáver giraba la cabeza hacia su enemigo al tiempo que se suicidaba; a su alrededor se sitúan otros cuatro gálatas tendidos en el suelo, entre ellos el Gálata moribundo.

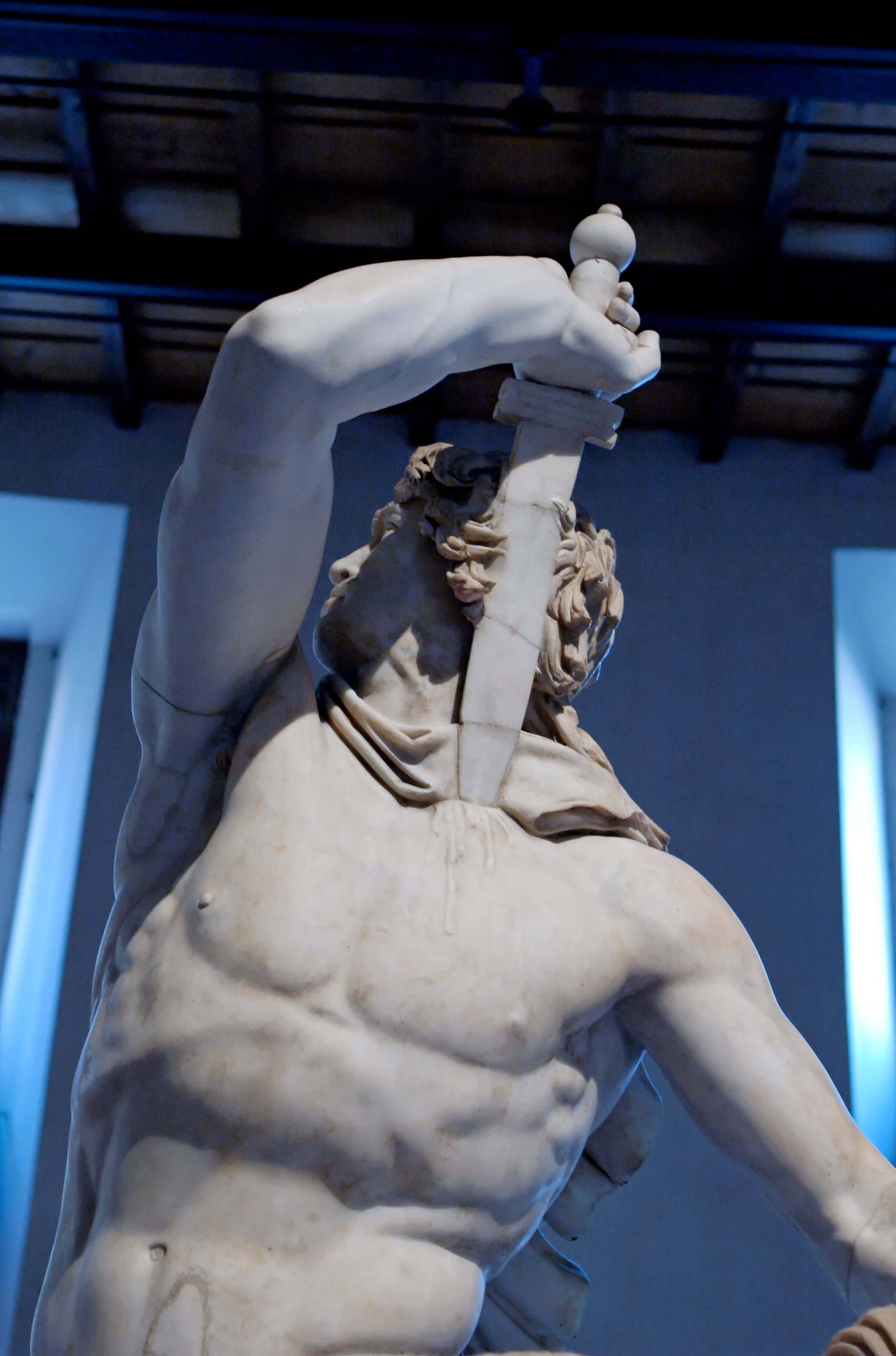
Detalle del guerrero que está clavándose la espada en la clavícula.

Probablemente esta se trate de una copia romana del siglo I a. C. en mármol de una estatua griega ya desaparecida, aunque el original fuera confeccionado en bronce. El encargo fue hecho entre 230 a. C. y 220 a. C.. La identidad del escultor se desconoce, pero algunos sugieren que Epígonas (Epígono), el escultor de la corte de la dinastía atálida de Pérgamo, pudo haber sido el autor.
La parte central es la del jefe con su mujer, que están perfectamente entrelazados pero en posturas contrapuestas para dar distintos puntos de vista. Hay un contraste entre la mujer vestida ya muerta y desplomándose y el hombre desnudo, todavía vivo y de pie. La pesadez de la mujer se deja ver, así como la fuerza que está haciendo su marido para sujetarla. La mujer tiene los brazos formando un semicírculo y con la cabeza totalmente caída. El hombre lleva un brazo hacia abajo para sujetarla mientras el otro está hacia arriba clavándose la daga en un gesto de desafío. Ya está saliendo sangre de la herida que se está haciendo. El gesto es muy expresivo frente al de su mujer, ya sin vida. 
Este grupo se funde en un perfecto cruce de diagonales y se estructura de forma piramidal. Resulta una realización concreta, mucho más abstracta, más teórica que la del Gálata moribundo, con la cual se debe comparar. Esta obra es más rica en puntos de vista, y asombrosamente variada para quien gira en torno suyo. Su autor aspira a conseguir un efecto dramático de forma teatral, mediante grandes gestos, limitando en cambio su ambientación etnográfica a detalles superficiales, como de guardarropa (vestimenta, bigote, etc.). Dijo J. Charbonneaux al respecto de la misma: "La pasión, la desesperación se exteriorizan sin reserva; los vacíos exaltan el movimiento y hacen sentir las rupturas de ritmo; el corto manto agitado y la desnudez ascendente del formidable aparejo muscular del guerrero se oponen ostensiblemente al cadáver caído, cubierto de telas que fluyen hacia el suelo".
La decisión de representar en este conjunto a guerreros vencidos no debe hacernos pensar en un acto de respeto hacia el pueblo que ha sido derrotado. Por el contrario, debemos interpretarlo más bien como la intención de alabar al rey Átalo I al haber sido capaz de vencer a una población tan fuerte y belicosa como los celtas gálatas.